# Kris Letang
Kristopher „Kris” Letang (ur. 24 kwietnia 1987 w Montrealu) – kanadyjski hokeista.

## Kariera
- Collège Antoine-Girouard Gaulois (2002–2004)
- Val-d’Or Foreurs (2004–2007)
- Wilkes-Barre/Scranton Penguins (2007)
- Pittsburgh Penguins (2007-)

Wychowanek Laval MHA. Przez trzy sezony grał w drużynie juniorskiej w lidze QMJHL. W drafcie NHL z 2005 został wybrany przez Pittsburgh Penguins. Zawodnikiem tego klubu jest od 2007. W marcu 2010 przedłużył kontrakt z klubem o cztery lata. W styczniu 2013 roku w okresie trwania lokautu w sezonie NHL (2012/2013) podpisał tymczasową umowę z rosyjskim klubem SKA Sankt Petersburg, jednak nie wystąpił w jego barwach, gdyż wkrótce lokaut został zakończony i wznowiono rozgrywki NHL. W czerwcu 2013 przedłużył kontrakt z Penguins o osiem lat.

## Sukcesy

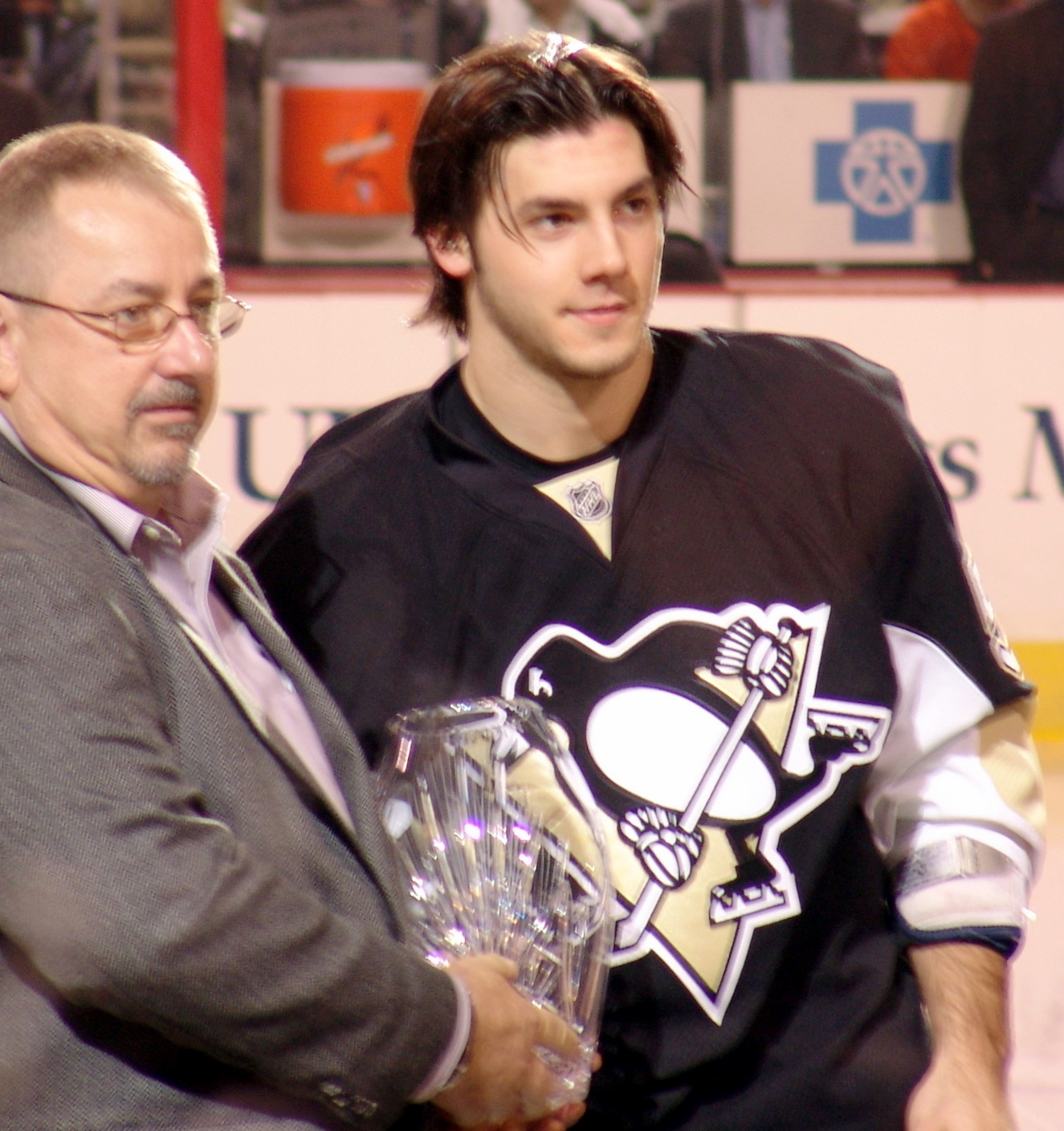
Kris Letang odbiera wyróżnienia najlepszego pierwszoroczniaka Pittsburgh Penguins 2008

Reprezentacyjne
- Brązowy medal mistrzostw świata juniorów do lat 17: 2004
- Srebrny medal mistrzostw świata juniorów do lat 18: 2005
- Złoty medal mistrzostw świata juniorów do lat 20: 2006, 2007

Klubowe
- Mistrzostwo dywizji NHL: 2008, 2013 z Pittsburgh Penguins
- Mistrzostwo konferencji NHL: 2008, 2009 z Pittsburgh Penguins
- Prince of Wales Trophy: 2008, 2009 z Pittsburgh Penguins
- Puchar Stanleya: 2009, 2016, 2017 z Pittsburgh Penguins

Indywidualne
- QMJHL / CHL 2004/2005:
  - Skład gwiazd QMJHL
  - Skład gwiazd CHL
- Mistrzostwa świata do lat 18 w 2005:
  - Skład gwiazd turnieju
- QMJHL / CHL 2005/2006:
  - Pierwszy skład gwiazd QMJHL
  - Drugi skład gwiazd CHL
- QMJHL / CHL 2006/2007:
  - Kevin Lowe Trophy – najlepszy defensywny obrońca
  - Emile Bouchard Trophy – najlepszy obrońca sezonu
  - Paul Dumont Trophy – osobowość sezonu
  - Pierwszy skład gwiazd QMJHL
  - Drugi skład gwiazd CHL
- Mistrzostwa Świata Juniorów w Hokeju na Lodzie 2007/Elita:
  - Pierwsze miejsce w klasyfikacji asystentów wśród obrońców: 6 asyst
  - Skład gwiazd turnieju
- NHL (2007/2008):
  - NHL YoungStars Roster
- NHL (2010/2011):
  - NHL All-Star Game
- NHL (2011/2012):
  - NHL All-Star Game
  - Drugi skład gwiazd[5]
- Występ w Meczu Gwiazd NHL w sezonie  2017–2018

Wyróżnienia
- Najlepszy pierwszoroczniak Pittsburgh Penguins w sezonie 2007/2008